# 中村十作
中村 十作（なかむら じゅうさく、慶応3年1月18日（1867年2月22日） - 昭和18年（1943年）1月22日）は、越後国頸城郡稲増村（現在の新潟県上越市板倉区稲増）出身の宮古島における人頭税廃止に尽力した人物。

## 生涯
生家は代々庄屋をつとめる家系であった。東京専門学校（現在の早稲田大学）中退後に海軍へと入隊し、1892年（明治25年）真珠養殖の事業を始めようと宮古島へと渡った。しかし、宮古島の島民たちは琉球王国の時代から続く重い人頭税に苦しみ、貧困を強いられていた。これを見かねた中村は精糖業技師として同じく宮古島を訪れていた城間正安とともに当時の沖縄県知事であった奈良原繁に人頭税の廃止を訴えた。しかし士族らの激しい反発からなかなか要求が呑まれることはなかった。
同年上京し帝国議会へと請願書を届けに向かった（国会請願）。道中では薩摩・琉球士族や警察による妨害もあったものの、同郷の読売新聞記者増田義一による実状を訴えた記事の協力などもあり、中村と城間、農民代表の西里蒲、平良真牛とともに当時の内務大臣井上馨へと請願書を提出した。議案は承認され、1903年（明治36年）ようやく人頭税制度は廃止となった。
また1899年6月には、調査のうえ沖大東島(ラサ島)の借用を国へ求めている。
人頭税廃止後の中村は、真珠養殖業などを営んでいたものの1940年（昭和15年）からは戦争により事業が禁止され、1943年（昭和18年）に、京都の自宅にて胃がんにより亡くなった。生前の中村は実家に人頭税に対する活動の一切を語っておらず、実家も死後の1963年（昭和38年）になって宮古島の砂川中学校の校長よりの手紙を受け取ってからようやく彼の活動がわかったという。その後谷川健一は実家で中村十作の弟十一郎の日記を掘り起こし、宮古農民代表の上京後の行動が明らかとなった。
2005年には彼の生家近くに中村十作記念館がオープンし彼に関する資料が収められている。

## 文献
- 『沖縄・辺境の時間と空間』(1970) 谷川健一　三一書房
  - 中村十作の生家で中村十一郎（十作の弟）の日記を掘り起こし、宮古農民代表の上京後の行動を明らかにした。
- 『宮古農民の人頭税廃止運動』（1977)　島尻勝太郎　(in 近代沖縄の歴史と民衆　至言社）
  - 農民の生活や人頭税廃止運動の意義に関する論文
- 『大世積綾船　人頭税廃止と黒真珠に賭けた中村十作の生涯』(1983) 山内玄三郎　言叢社
  - 谷川健一が掘り起こした資料を活用し、十作の生涯をまとめた。
- 『琉球沖縄史研究序説』(1999) 山下重一　お茶の水書房
  - 全ての資料を分析し、沖縄県全体の旧慣改革が促進された運動とした。